# Limyra
Koordinaten: 36° 21′ N, 30° 10′ O

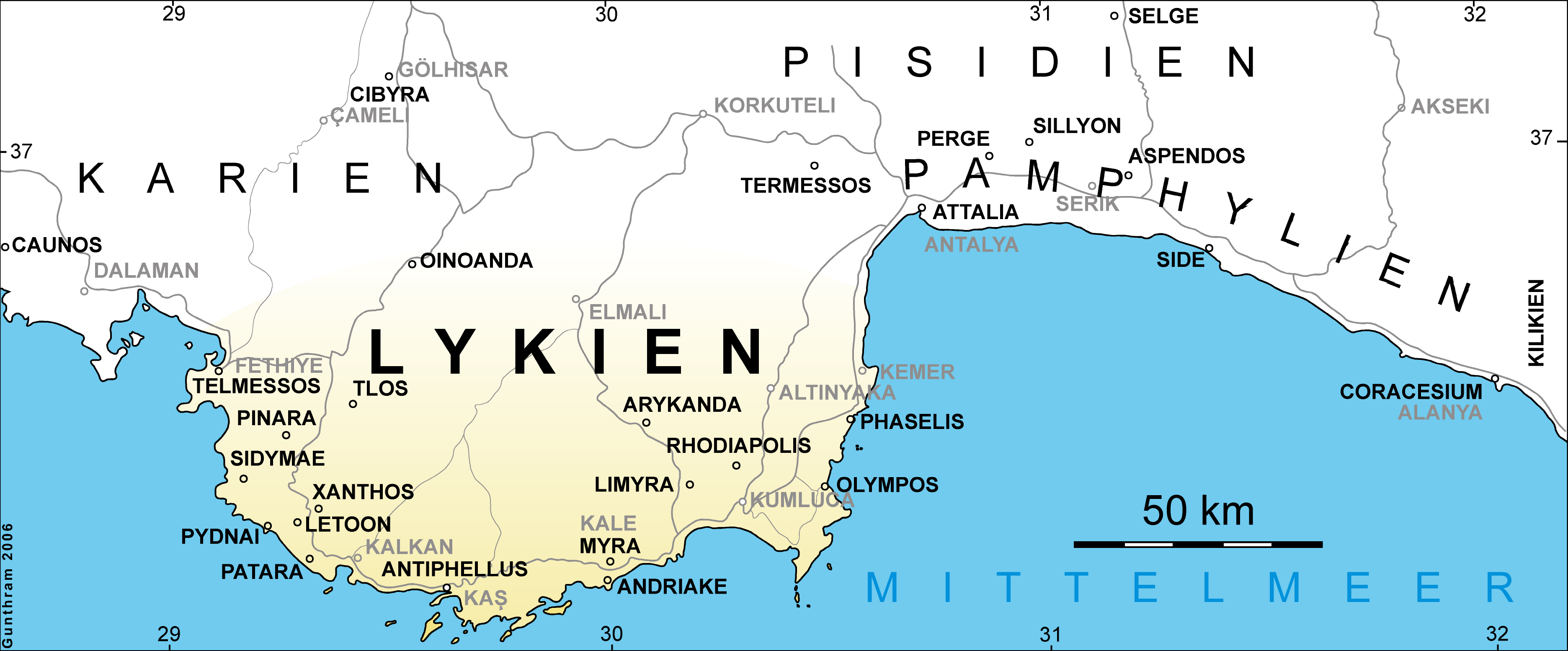
Lage von Limyra in Lykien

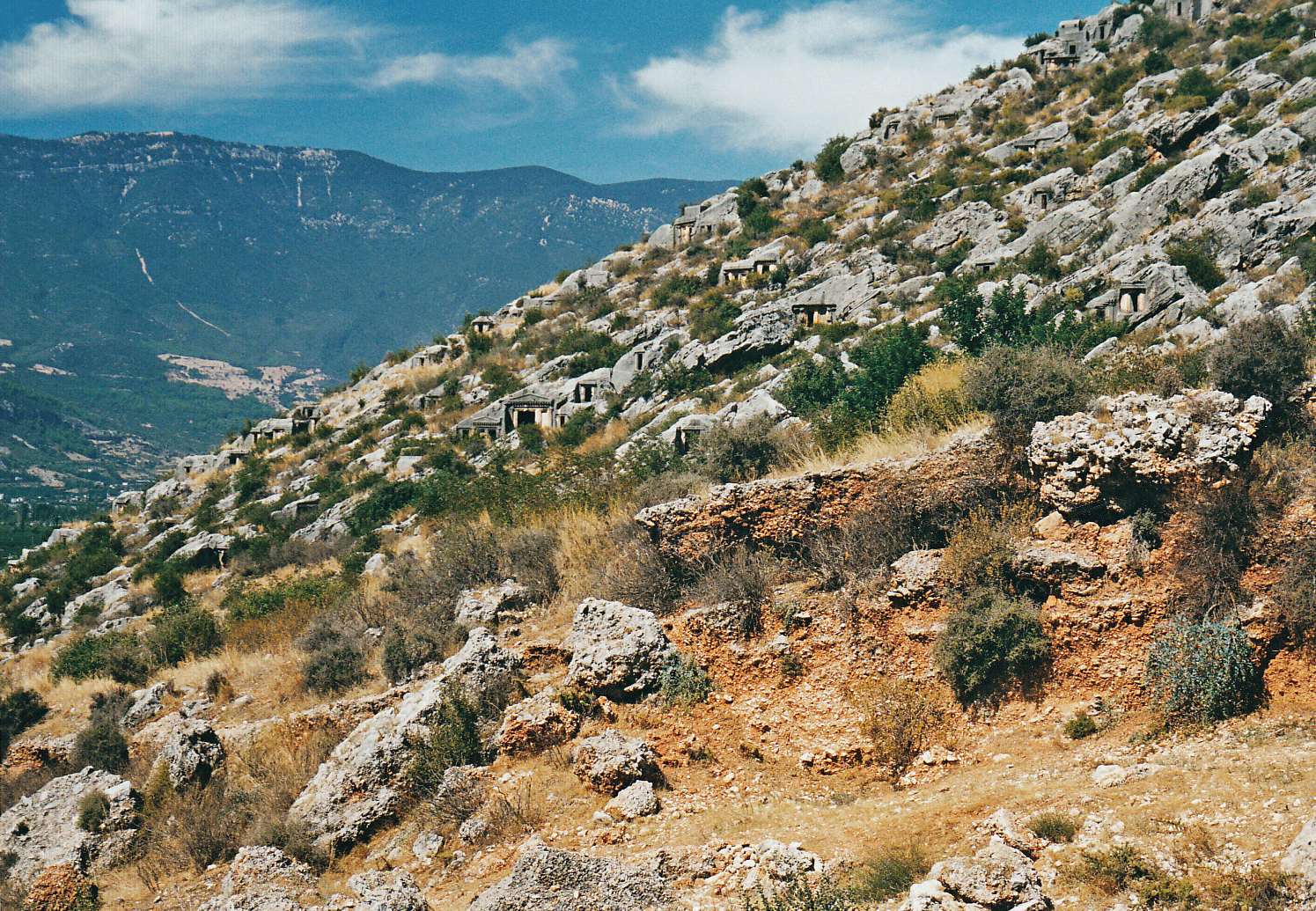
Nekropole

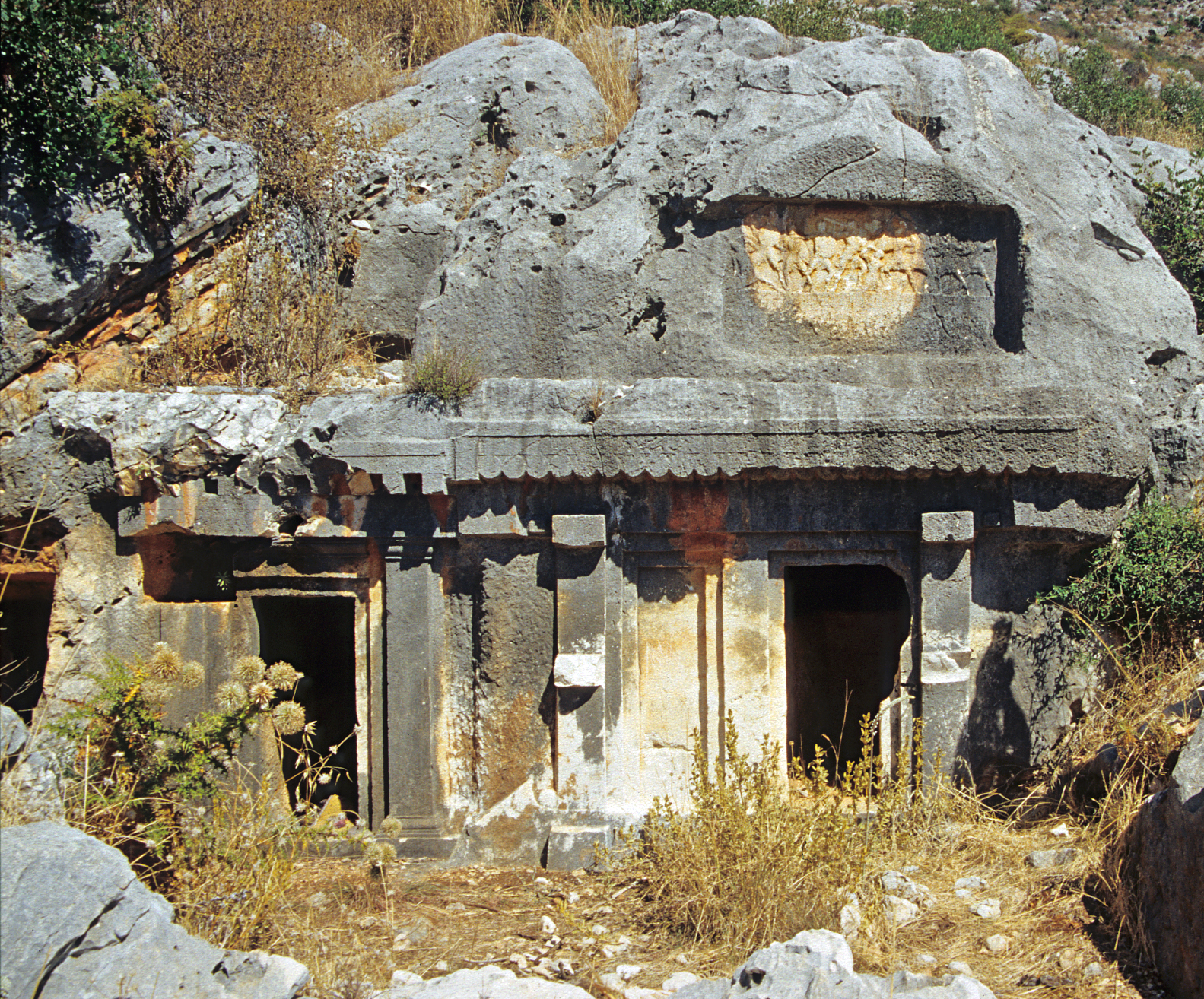
Felsengrab mit Relief

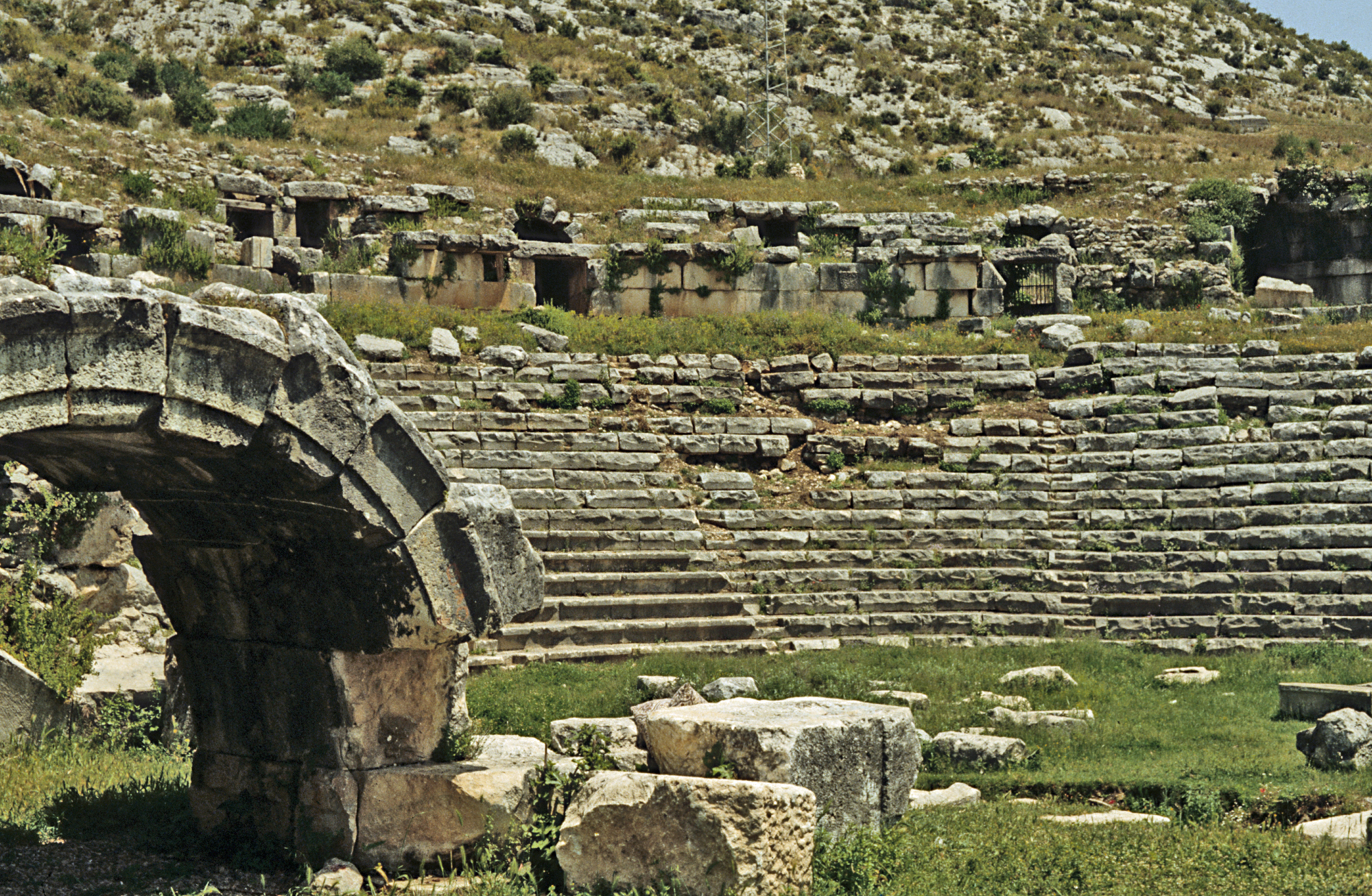
Theater

Limyra (altgriechisch Λίμυρα, lykisch Zemuri) war eine antike Stadt im Süden Lykiens in Kleinasien. Die Ruinen der Stadt liegen etwa 6 km nordöstlich der heutigen türkischen Stadt Finike.

## Geschichte
Zur Stadtgeschichte ist nur sehr wenig überliefert.
Die ältesten Funde (spätgeometrische Keramik) reichen in das fortgeschrittene 8. Jahrhundert v. Chr. zurück, jedoch lassen sie keine Aussagen zu Struktur und Ausdehnung der dadurch angezeigten Niederlassung zu. Auch über das archaische und frühklassische Limyra sind nur wenige Informationen verfügbar. Zemuri war jedoch im 5. Jahrhundert v. Chr. Prägeort des xanthischen Dynasten kuprlli und dürfte eine bedeutende Stellung innerhalb der regionalen Siedlungshierarchie eingenommen haben.
Eine Blütezeit erlebte die Stadt in hochklassischer Zeit, als sie zur Residenzstadt einer aufstrebenden ostlykischen Dynastie ausgebaut wurde. Deren Protagonist, der Dynast perikle, veränderte die politische Landschaft der Region. Der aktive Feldherr dürfte in der 1. Hälfte des 4. Jahrhunderts die Dynastie von Xanthos besiegt und kurzzeitig ganz Lykien sowie angrenzende Gebiete im Norden und Osten beherrscht haben. Diese Verschiebung der Machtverhältnisse erfolgte wohl gegen den Willen der persischen Oberherren, so dass perikle in der Forschung mit der Teilnahme der Lykier am so genannten Satrapenaufstand verbunden wird.
In der fortgeschrittenen Dynastenzeit wurde in Limyra ein umfassendes Bauprogramm durchgeführt, im Zuge dessen ein rund 25 ha umfassender Mauerring und eine Gipfelbefestigung errichtet wurden. Zwei hochaufragende, bergfriedartige Turmbauten überragten diese Zitadelle. Sie sollten wohl von der Macht und der Bedeutung ihres Bauherren künden. Damals entstand auch das monumentale Heroon der ostlykischen Dynastie. An diesem amphiprostylen Podiumsbau, dessen vorgelagerte Hallen von Karyatiden getragen wurden und dessen Seitenwände mit Friesen militärischer Thematik geschmückt waren, wird die Vermischung von lokaler Bautradition mit griechischem Einfluss deutlich. Weitere Monumentalgräber dienten wohl als Begräbnisstätten einer aristokratischen Oberschicht. Hervorzuheben ist hier das zweigeschossige Grabmal des xntabura, dessen Reliefschmuck neben einer Opferszene auch eine Apobaten- und eine Gelageszene, also zentrale Themen der klassisch lykischen Ikonographie, umfassen. Ausgedehnte Nekropolen, in denen sich zahlreiche Reliefs und Inschriften in lykischer Sprache und Schrift erhalten haben, säumten die Niederlassung und bildeten ein großes Ensemble lykischer Felsgräber. Besonders eindrucksvoll ist die am Eingang des Arykandostales in eine hochaufragende Felswand gearbeitete Nekropole I. Ein schlichtes Felsgrab in der Grabstiftung der xuwata in Nekropole II ist mit einem Relief verziert, das einen Zweikampf nach der Vorlage des berühmten Schildes der Athena Parthenos des Phidias wiedergibt. An einem anderen Grab lässt sich tebursseli als siegreicher Held abbilden, wie er mit seinem König perikle den Feldherren arttumpara im Xanthostal besiegt. Am Doppelgrab des artimas in Nekropole V zeugt eine der wenigen aramäischen Inschriften Kleinasiens von den Verbindungen Lykiens zu den Kerngebieten des Achämenidenreiches. Aus dem hochklassischen Denkmalbestand von Limyra lässt sich ein ausgeprägter Philhellenismus der politischen Führungsschicht der Dynastenzeit ablesen, die Semantik der lykischen Kultur dieser Periode war jedoch in hohem Maße von der Zugehörigkeit zu einer orientalischen Lebenswelt bestimmt. Die unabhängigen Dynastenherrschaften fanden im Anschluss an die Niederschlagung des Satrapenaufstandes durch die Perser ein abruptes Ende, und Lykien wurde dem Herrschaftsgebiet der karischen Hekatomniden zugeschlagen.
Prachtbauten in der Unterstadt, etwa das hellenistische Ptolemaion und das Kenotaph für Gaius Caesar, den im Jahre 4 n. Chr. in Limyra verstorbenen Adoptivsohn des Augustus, zeugen von der Bedeutung der Niederlassung auch in späteren Perioden. Das Theater, eine Thermenanlage, ein Torbau und Säulenstraßen verdeutlichen die urbanistische Blüte Limyras während der Kaiserzeit. Die Stellung Limyras als Bischofssitz wird durch die Bischofskirche sowie weitere christliche Kultbauten veranschaulicht. Auf das Bistum geht das Titularbistum Limyra der römisch-katholischen Kirche zurück.
Von unruhigen Zeiten zeugen die gewaltigen nachantiken Stadtmauerringe von Ost- und Weststadt. Mit dem im 16. Jahrhundert gegründeten Tekke des Kâfi-Baba, dem ältesten Bektaschi-Kloster der türkischen Südküste, verfügt Limyra auch über ein bedeutendes Monument der islamischen Geschichte, die in Limyra bisher wenig untersucht wurde.
Ca. 3,2 km östlich der Ruinen von Limyra befindet sich die kaum beachtete römische Brücke bei Limyra. Das vernachlässigte Bauwerk ist eine der ältesten Segmentbogenbrücken der Welt. Sie ist 360 m lang und ruht auf insgesamt 26 Segmentbögen.
Die ersten Ausgrabungen begannen im Jahre 1969 unter Jürgen Borchhardt im Auftrag des Deutschen Archäologischen Instituts (Zweigstelle Istanbul) und in der Folge wurden diese von 1984 bis 2001 als österreichisches Projekt durch das Institut für Klassische Archäologie der Universität Wien (IKA) fortgeführt. Seit 2002 führt das Österreichische Archäologische Institut erst unter Thomas Marksteiner († 2011), danach unter Martin Seyer Grabungen in Limyra. Bei diesen Grabungen wurde im Jahr 2012 eine spätantike Synagoge entdeckt. Ebenso wie in Ephesos mussten die Grabungen in Limyra aufgrund von politischen Spannungen zwischen der Türkei und Österreich Ende August 2016 vorzeitig eingestellt werden. Eine erneute Grabungsgenehmigung durch die türkischen Behörden wurde im Juli 2018 erteilt. Die Arbeiten des Österreichischen Archäologischen Instituts (ÖAI) der Österreichischen Akademie der Wissenschaften vor Ort wurden daher wieder aufgenommen.